# Alain Wodrascka
Pour les articles homonymes, voir Wodrascka.
Alain Wodrascka, né le 12 février 1964 à Marseille, est un écrivain, biographe, chanteur, auteur-compositeur et guitariste français. 

## Famille
Né au sein d'une famille originaire de Prague baignant dans la musique, il est l'arrière petit-fil de Gabriel Vialon, le cofondateur du Rallye Automobile de Monte-Carlo, le petit-fils de Charles Rostaing, philologue et linguiste, et le frère de la pianiste Christine Wodrascka. 

## Biographie
Tout en se lançant dans la chanson (il chante à Paris à La Tanière et au Tire-Bouchon, en première partie de Karim Kacel, Alex Métayer, Nazaré Pereira, Gilbert Laffaille, Édith Butler...), il poursuit des études de lettres et obtient une maîtrise dont le sujet du mémoire est Expression des mythes chez Claude Nougaro. À cette occasion, il fait la connaissance du chanteur toulousain avec qui il vivra une profonde amitié de dix années.
La chanteuse Barbara l'encourage à poursuivre dans la voie de la chanson. Alain passe au théâtre du Tourtour et au Théâtre Les Déchargeurs à Paris, prépare l'enregistrement d'un disque, puis met la chanson entre parenthèses. Il se lance alors dans l'écriture de biographies des chanteurs qu'il affectionne.
Le 16 octobre 1996, il devient le père d'une petite Marie.
En 1997, il publie aux éditions Nizet son mémoire de maîtrise légèrement remanié : Claude Nougaro, l'alchimiste des mythes. Deux ans plus tard, il fait paraître La Femme aux cent visages, la première biographie de Marie Laforêt. Suivront une soixantaine de biographies, notamment de Barbara, Léo Ferré, Renaud, Serge Gainsbourg, Johnny Hallyday, Alain Souchon/Laurent Voulzy, Jacques Brel, Alain Bashung, Francis Cabrel, Michel Berger, Brigitte Bardot ou Mylène Farmer.  
Il participe en 2004 à l'élaboration de l'intégrale des disques de Claude Nougaro parue chez Universal Music. Il écrit également les paroles des chansons de Voisins, voisines, un film musical de Malik Chibane sorti en 2005, puis celles de Furieuse, un téléfilm du même réalisateur diffusé sur France 2 le 13 juillet 2011. Les 7 février et 20 juin 2015, il fait un retour dans la chanson avec le pianiste Dominique Sablier, en se produisant au Connétable à Paris. Encouragé par son succès, il signe chez Root’Tzik Production et enregistre La Grande traversée, un album présenté sur la scène de la Boule Noire, qui paraît le 2 décembre 2016. Tout en se produisant régulièrement aux Rendez- Vous d'Ailleurs, avec les musiciens Patrick Pernet et Moncef Hakim, il enregistre La Porte Dorée, qui sort en août 2023. 
Aujourd'hui, il mène de front ces deux activités et, de ce fait, est le seul chanteur-biographe français.
Le 29 novembre 2024, son statut de biographe le conduit à rencontrer le Président Emmanuel Macron, à l'Élysée, à l'occasion de la remise de la Légion d'honneur à la chanteuse Liane Foly.

## Discographie
- 2016 : La Grande traversée, Root'Zic Production/Inouïe
- 2023 : La Porte Dorée, Citronniers Productions

## Récompenses et distinctions
- 2014 : Prix Huré-Bastendorff de l'Institut de France[3].